# Каракожа
Каракожа (каз. Қарақожа, до 1993 г. — Александра Невского) — упразднённый аул в Жарминском районе Восточно-Казахстанской области Казахстана. Входил в состав Бирликского сельского округа. Находится примерно в 96 км к югу от центра города Чарска. Код КАТО — 634445400. Ликвидирован в 2013 году.

## Население
В 1999 году население аула составляло 143 человека (67 мужчин и 76 женщин). По данным переписи 2009 года, в ауле проживало 57 человек (32 мужчины и 25 женщин).